# Стрільба прямим наведенням

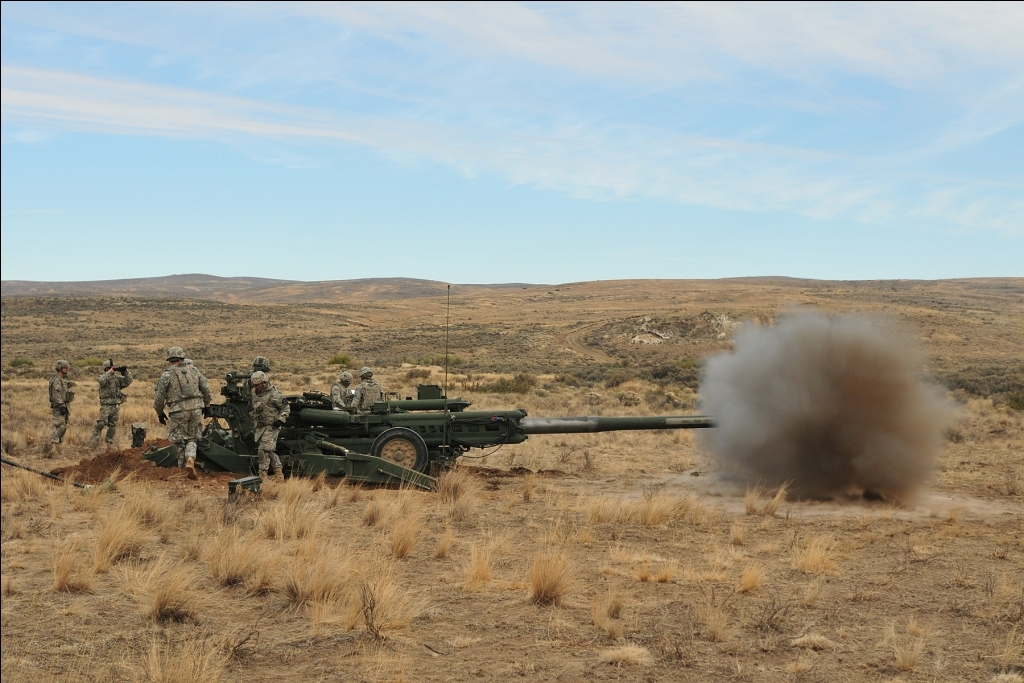
Вогонь прямим наведенням з гаубиці M777

Стрільба прямим наведенням — метод стрільби в артилерії, за якої стрілець спостерігає ціль і наводить гармату на неї, поєднуючи оптичну вісь (перехрестя) панорами (або марку прицілу) з ціллю і, за потреби, самостійно вносить поправки у наведення гармати. Стрільба зі спареної установки ведеться лише прямим наведенням.